# دوزیر (کارولینای شمالی)
دوزیر (به انگلیسی: Dozier) یک منطقهٔ مسکونی در ایالات متحده آمریکا است که در شهرستان فورسایت، کارولینای شمالی واقع شده‌است.